# Tom Willis
Pour les articles homonymes, voir Willis.
Pas d'image ? Cliquez ici

a Compétitions nationales et continentales officielles uniquement.

b Matchs officiels uniquement.
Dernière mise à jour le 18 août 2025.
Tom Willis, né le 18 janvier 1999 à Reading (Angleterre), est un joueur international anglais de rugby à XV. Il évolue au poste de troisième ligne centre aux Saracens en Premiership.
Son frère ainé, Jack Willis, est également un joueur international anglais de rugby à XV.

## Biographie

### Jeunesse et formation
Tom Willis naît à Reading en Angleterre. Son père, Steve, et son frère ainé, Jack Willis, sont des joueurs de rugby à XV. Durant sa jeunesse, il commence lui aussi la pratique du rugby à XV, au Reading Abbey RFC (en) comme son père Steve et son frère Jack, avant de rejoindre l'Academy (centre de formation) des Wasps où joue son frère,.
Durant sa jeunesse, il représente l'équipe d'Angleterre des moins de 18 ans lors d'une tournée en Afrique du Sud.

### Début de carrière aux Wasps (2017-2022)
En octobre 2017, Tom Willis fait ses débuts professionnels pour les Wasps à l'occasion d'un match de Premiership contre les Saracens. Durant le même mois, il est envoyé en prêt de courte durée chez les Rotherham Titans.
En 2018, il devient international avec l'équipe d'Angleterre des moins de 20 ans pendant le Tournoi des Six Nations de la catégorie et joue également le Championnat du monde junior,, prenant notamment part à la défaite anglaise en finale.
L'année suivante, il est de nouveau sélectionné pour jouer le Tournoi des Six Nations des moins de 20 ans ainsi que le Championnat du monde junior 2019, où ils terminent à la cinquième place, Willis marque l'essai victorieux lors du match contre l'Irlande.
Lors de la saison 2019-2020 des Wasps, ils disputent la finale de la Premiership où il est titulaire au poste de troisième ligne centre lors de cette rencontre, mais les Wasps s'inclinent 19 à 13 contre les Exeter Chiefs.
Toutefois, à la suite du placement en redressement judiciaire et donc à la liquidation des Wasps le 17 octobre 2022, Tom Willis et tous les membres du club sont donc licenciés. 

### Rebond forcé à l'UBB et première cape internationale (2022-2023)
Dès lors, le club français de l'Union Bordeaux Bègles est intéressé pour accueillir Tom Willis, un transfert qui ne le rend pas inéligible pour la sélection anglaise car la Fédération anglaise de rugby à XV permet aux joueurs des Wasps et des Worcester Warriors, club dans la même situation que les Wasps, de rester sélectionnables. Il rejoint finalement l'Union Bordeaux Bègles le 16 novembre, jusqu'à la fin de la saison 2022-2023 en tant que joueur additionnel. Il joue son premier match, en tant que remplaçant pour l'UBB le 26 novembre contre l'USA Perpignan au stade Aimé-Giral. Après deux premières prestations convaincantes, en sortie de banc, il est titularisé pour la première fois en Champions Cup contre Gloucester Rugby, où il inscrit son premier essai sous ses nouvelles couleurs. Néanmoins, il se blesse fin décembre durant une rencontre contre le Montpellier HR. Courant janvier 2023, son retour en Angleterre est officialisé, il est recruté par les Saracens à partir de la saison 2023-2024. En mai, il affronte son frère qui joue avec le Stade toulousain. Puis, il inscrit ses deux premiers essais en Top 14 face à la Section paloise, puis le RC Toulon. Par la suite, avec son club ils sont éliminés en demi-finale de la compétition contre le Stade rochelais. Avec l'UBB, il dispute dix-neuf rencontres, dont quatorze en tant que titulaire et inscrit trois essais. Il est l'un des meilleurs joueurs du club bordelais durant la saison,,.
Après sa bonne saison 2022-2023 avec l'Union Bordeaux Bègles, il est sélectionné, fin juin 2023, pour la première fois de sa carrière avec le XV de la Rose par Steve Borthwick dans un groupe de quarante-et-un joueurs pour les matchs de préparation à la Coupe du monde 2023,. Début août suivant, il connaît sa première cape internationale après son entrée en jeu face au pays de Galles à la place d'Alex Dombrandt. Cependant, quelques jours plus tard, il n'est pas sélectionné pour la Coupe du monde.

### Retour en Angleterre aux Saracens et progression en équipe d'Angleterre (2023-)
En début de saison 2023-2024, Tom Willis fait ses débuts avec les Saracens en Premiership Rugby Cup (en) où il prend part aux cinq premières rencontres disputées durant la Coupe du monde 2023, il inscrit à cette occasion son premier essai avec sa nouvelle équipe contre Gloucester Rugby. Mi-octobre, il dispute son premier match en Premiership avec les Saracens mais son équipe est sévèrement battue 65 à 10 sur le terrain des Exeter Chiefs lors de la première journée. Deux journées plus tard, il inscrit ses deux premiers essais en Premiership avec les Sarries, contribuant à la victoire 24 à 3 des siens sur la pelouse de Gloucester. En novembre, il subit une blessure au genou qui l'éloigne des terrains jusqu'en mars,. Pour sa première saison chez les Saracens, il dispute vingt-et-une rencontres et marque sept essais en treize titularisations. À l'issue de la saison, il est convoqué en équipe d'Angleterre pour préparer la tournée estivale. Toutefois, il ne fait pas partie du groupe final.
Après un bon début de saison 2024-2025 en Premiership, il est nommé pour le titre de meilleur joueur du championnat pour le mois d'octobre, mais Gabriel Ibitoye est finalement récompensé. Au mois de novembre, il dispute une rencontre avec l'équipe d'Angleterre A (équipe réserve) remportée 38 à 17 contre l'équipe d'Australie A (en). Deux mois plus tard, il est retenu pour le Tournoi des Six Nations 2025. Après une première apparition en sortie de banc contre l'Irlande lors de la première journée, il est titularisé lors de la victoire 26 à 25 contre la France où il réalise une bonne performance avec notamment seize plaquages réalisés et cinq défenseurs battus. Pour le reste de la compétition, il connaît ensuite deux autres titularisations et un match en tant que remplaçant. En fin de saison, il est nommé dans l'équipe type de la Premiership après ses bonnes performances en club. Puis, en juin, il est retenu en équipe d'Angleterre XV afin d'affronter l'équipe de France A. Titulaire et marqueur d'essai pendant ce match, les Anglais sont battus 24 à 26 en fin de match à Twickenham. En suivant, Steve Borthwick décide de le sélectionner pour la tournée d'été en Amérique, où il prend part à deux rencontres en tant que titulaire contre l'Argentine.
En amont de la saison 2025-2026, il fait partie des 25 joueurs anglais mis sous contrat Elite Player Squad par la Fédération anglaise.

## Statistiques

### En club
| Saison                           | Club                             | Compétition                      | Matchs | Points | Essais |
| -------------------------------- | -------------------------------- | -------------------------------- | ------ | ------ | ------ |
| 2016-2017                        | Wasps                            | Coupe anglo-galloise             | 2      | -      | -      |
| 2017-2018                        | Wasps                            | Championnat d'Angleterre         | 1      | -      | -      |
| 2017-2018                        | Wasps                            | Coupe anglo-galloise             | 2      | -      | -      |
| 2018-2019                        | Wasps                            | Championnat d'Angleterre         | 2      | -      | -      |
| 2018-2019                        | Wasps                            | Coupe d'Europe                   | 1      | -      | -      |
| 2018-2019                        | Wasps                            | Premiership Rugby Cup            | 3      | 5      | 1      |
| 2019-2020                        | Wasps                            | Championnat d'Angleterre         | 9      | 20     | 4      |
| 2019-2020                        | Wasps                            | Challenge européen               | 2      | -      | -      |
| 2020-2021                        | Wasps                            | Championnat d'Angleterre         | 17     | 35     | 8      |
| 2020-2021                        | Wasps                            | Coupe d'Europe                   | 2      | -      | -      |
| 2021-2022                        | Wasps                            | Championnat d'Angleterre         | 19     | 25     | 5      |
| 2021-2022                        | Wasps                            | Challenge européen               | 3      | -      | -      |
| 2021-2022                        | Wasps                            | Coupe d'Europe                   | 1      | -      | -      |
| 2021-2022                        | Wasps                            | Premiership Rugby Cup (en)       | 1      | -      | -      |
| 2022-2023                        | Wasps                            | Championnat d'Angleterre         | 3      | -      | -      |
| 2022-2023                        | Union Bordeaux Bègles            | Top 14                           | 17     | 10     | 2      |
| 2022-2023                        | Union Bordeaux Bègles            | Champions Cup                    | 2      | 5      | 1      |
| 2023-2024                        | Saracens                         | Championnat d'Angleterre         | 14     | 25     | 5      |
| 2023-2024                        | Saracens                         | Champions Cup                    | 1      | 5      | 1      |
| 2023-2024                        | Saracens                         | Premiership Rugby Cup (en)       | 5      | 5      | 1      |
| 2024-2025                        | Saracens                         | Championnat d'Angleterre         | 16     | 25     | 5      |
| 2024-2025                        | Saracens                         | Champions Cup                    | 4      | 5      | 1      |
| Sous-total Wasps                 | Sous-total Wasps                 | Sous-total Wasps                 | 68     | 90     | 18     |
| Sous-total Union Bordeaux Bègles | Sous-total Union Bordeaux Bègles | Sous-total Union Bordeaux Bègles | 19     | 15     | 3      |
| Sous-total Saracens              | Sous-total Saracens              | Sous-total Saracens              | 40     | 65     | 13     |
| Total                            | Total                            | Total                            | 127    | 170    | 34     |

### En équipe nationale
Au 18 août 2025, Tom Willis compte 8 capes avec l'équipe d'Angleterre, dont 5 en tant que titulaire, depuis sa première sélection le 5 août 2023 face au pays de Galles. Il marque cinq points, un essai.

## Palmarès

### En club
- Finaliste du Championnat d'Angleterre en 2020 avec les Wasps.

### En équipe nationale
- Finaliste du Championnat du monde junior en 2018 avec l'équipe d'Angleterre des moins de 20 ans.

### Distinctions personnelles
- Membre de l'équipe type du Championnat d'Angleterre en 2025.